# انرپک تول
انرپک تول (انگلیسی: Enerpac Tool) شرکت خوشه‌ای آمریکایی است، که در سال ۱۹۱۰ تأسیس شد.